# Eishockey-Bundesliga (Österreich) 1972/73
Die Saison 1972/73 der Österreichischen Eishockey-Liga war die achte Spielzeit seit Einführung der Bundesliga. Österreichischer Meister wurde zum 16. Mal der Vereinsgeschichte und zum zehnten Mal in Serie der EC KAC.

## Modus
Die acht Vereine spielten jeweils vier Mal gegeneinander.

## Grunddurchgang
| Platz | Team                  | Sp | S  | U | N  | Tore    | Punkte |
| ----- | --------------------- | -- | -- | - | -- | ------- | ------ |
| 1.    | EC KAC                | 28 | 21 | 4 | 3  | 160: 71 | 46     |
| 2.    | ATSE Graz             | 28 | 19 | 4 | 5  | 139: 66 | 42     |
| 3.    | Wiener Eislauf-Verein | 28 | 18 | 0 | 10 | 139: 94 | 36     |
| 4.    | EV Innsbruck          | 28 | 15 | 4 | 9  | 164:110 | 34     |
| 5.    | WAT Stadlau           | 28 | 11 | 1 | 16 | 100:134 | 23     |
| 6.    | HC Salzburg           | 28 | 8  | 2 | 18 | 127:156 | 18     |
| 7.    | VEU Feldkirch         | 28 | 8  | 2 | 18 | 107:162 | 18     |
| 8.    | Kitzbüheler EC        | 28 | 3  | 1 | 24 | 74:217  | 7      |

Der KAC gewinnt den 16. Meistertitel in der Vereinsgeschichte, während der Kitzbüheler EC in die Oberliga absteigt.

## Beste Scorer
| Spieler             | Mannschaft     | Spiele | Tore | Assists | Punkte |
| ------------------- | -------------- | ------ | ---- | ------- | ------ |
| Ron Roberts         | HC Salzburg    | 28     | 57   | 10      | 67     |
| Waleri Nikitin      | WAT Stadlau    |        | 29   | 19      | 48     |
| Murray Stroud       | Wiener EV      |        | 30   | 11      | 41     |
| Jean-Paul Rouillard | Kitzbüheler EC |        | 30   | 10      | 40     |